# Montesano sulla Marcellana
Montesano sulla Marcellana är en ort och kommun i provinsen Salerno i regionen Kampanien i Italien. Kommunen hade 6 544 invånare (2017).